# Faumont
Faumont ist eine französische Gemeinde mit 2.255 Einwohnern (Stand: 1. Januar 2022) im Département Nord in der Region Hauts-de-France. Sie gehört zum Arrondissement Douai und zum Kanton Orchies. Die Einwohner werden Faumontois(es) genannt.

## Geographie
Faumont liegt etwa zehn Kilometer nordnordöstlich von Douai und 15 Kilometer südlich von Lille. Umgeben wird Faumont von den Nachbargemeinden Bersée im Norden, Coutiches im Osten, Flines-lez-Raches im Südosten, Râches im Süden, Raimbeaucourt im Südwesten, Moncheaux im Westen sowie Mons-en-Pévèle im Nordwesten.

## Geschichte
Bis 1830 war Faumont Teil der Gemeinde Coutiches.

### Bevölkerungsentwicklung
| Jahr      | 1962 | 1968 | 1975 | 1982 | 1990 | 1999 | 2006 | 2012 | 2020 |
| Einwohner | 1248 | 1277 | 1342 | 1384 | 1663 | 1917 | 2090 | 2127 | 2235 |

## Sehenswürdigkeiten
- Kirche Saint-Roch
- Britischer Militärfriedhof aus dem Zweiten Weltkrieg mit Gräbern von drei Mitgliedern der Royal Air Force

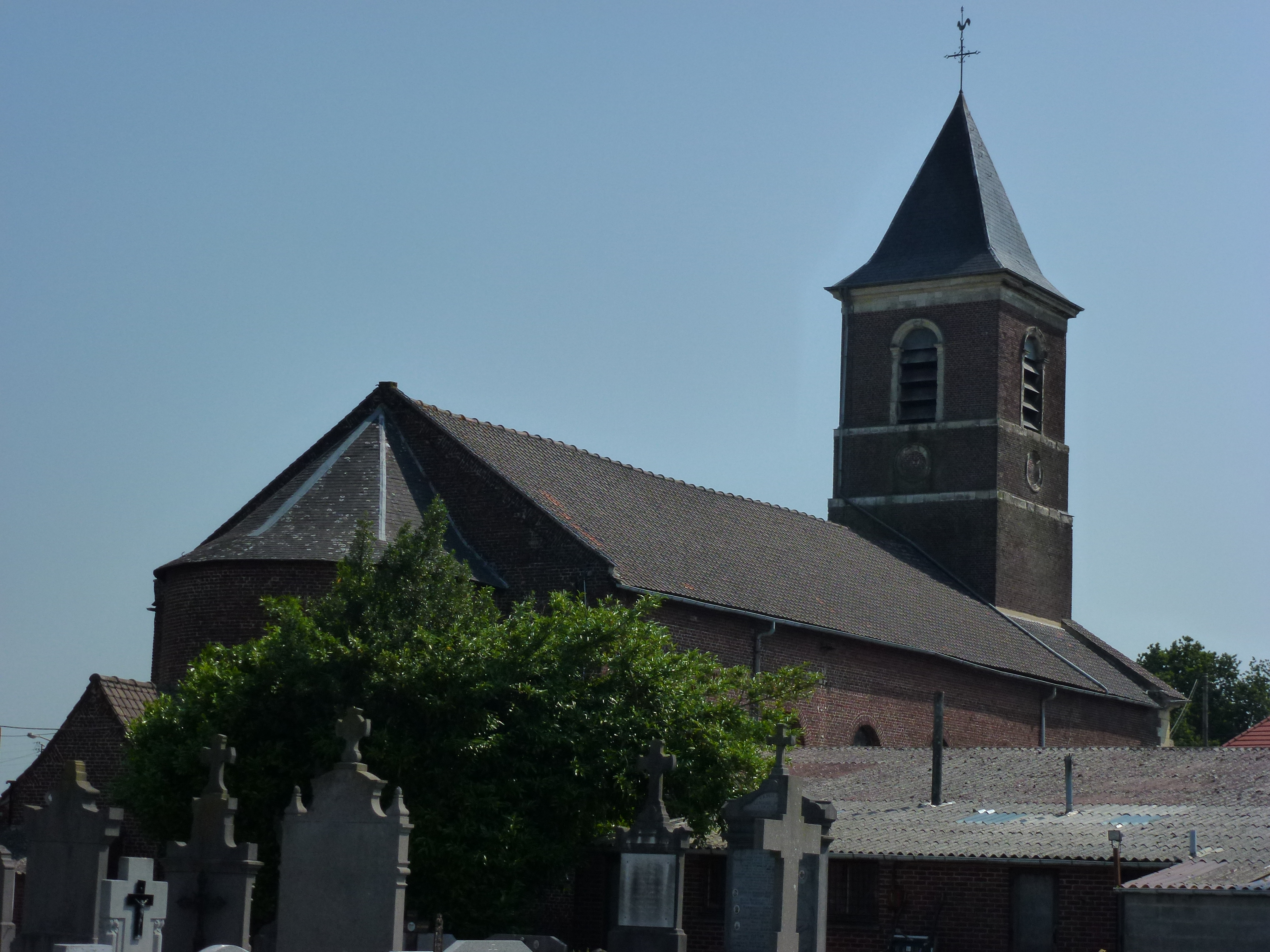
Kirche Saint-Roch
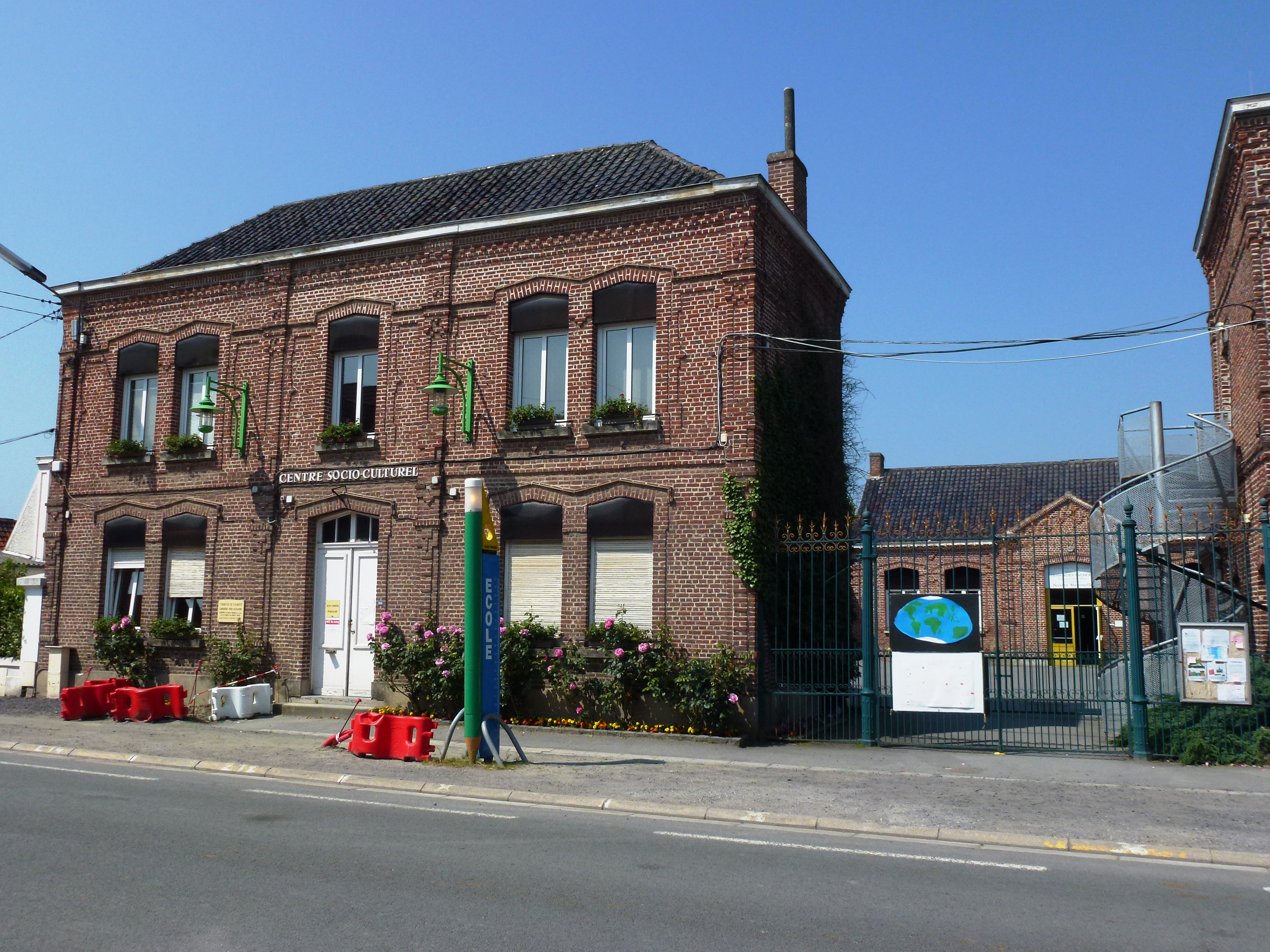
Schule und Kulturzentrum
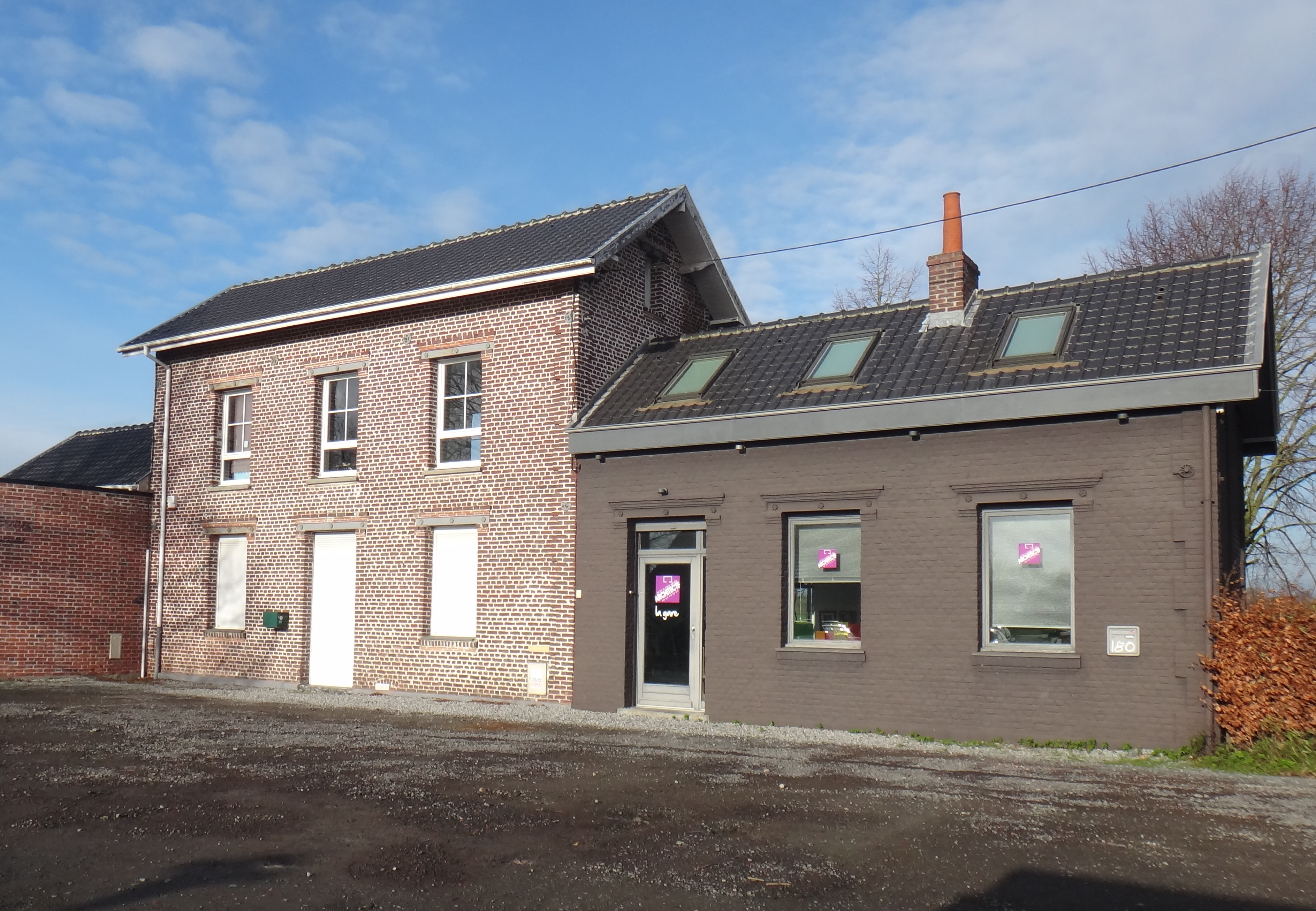
Bahnhof
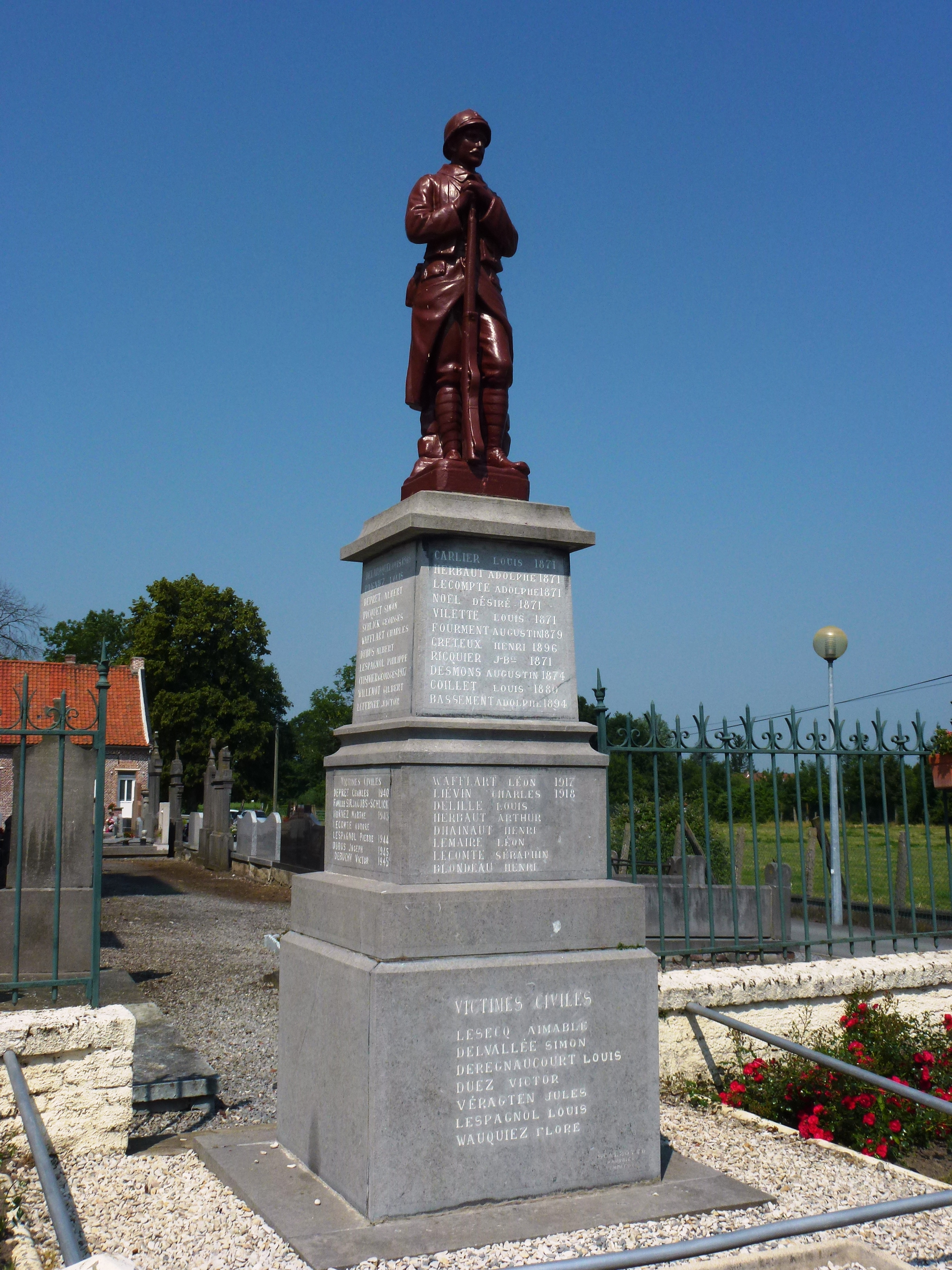
Gefallenendenkmal
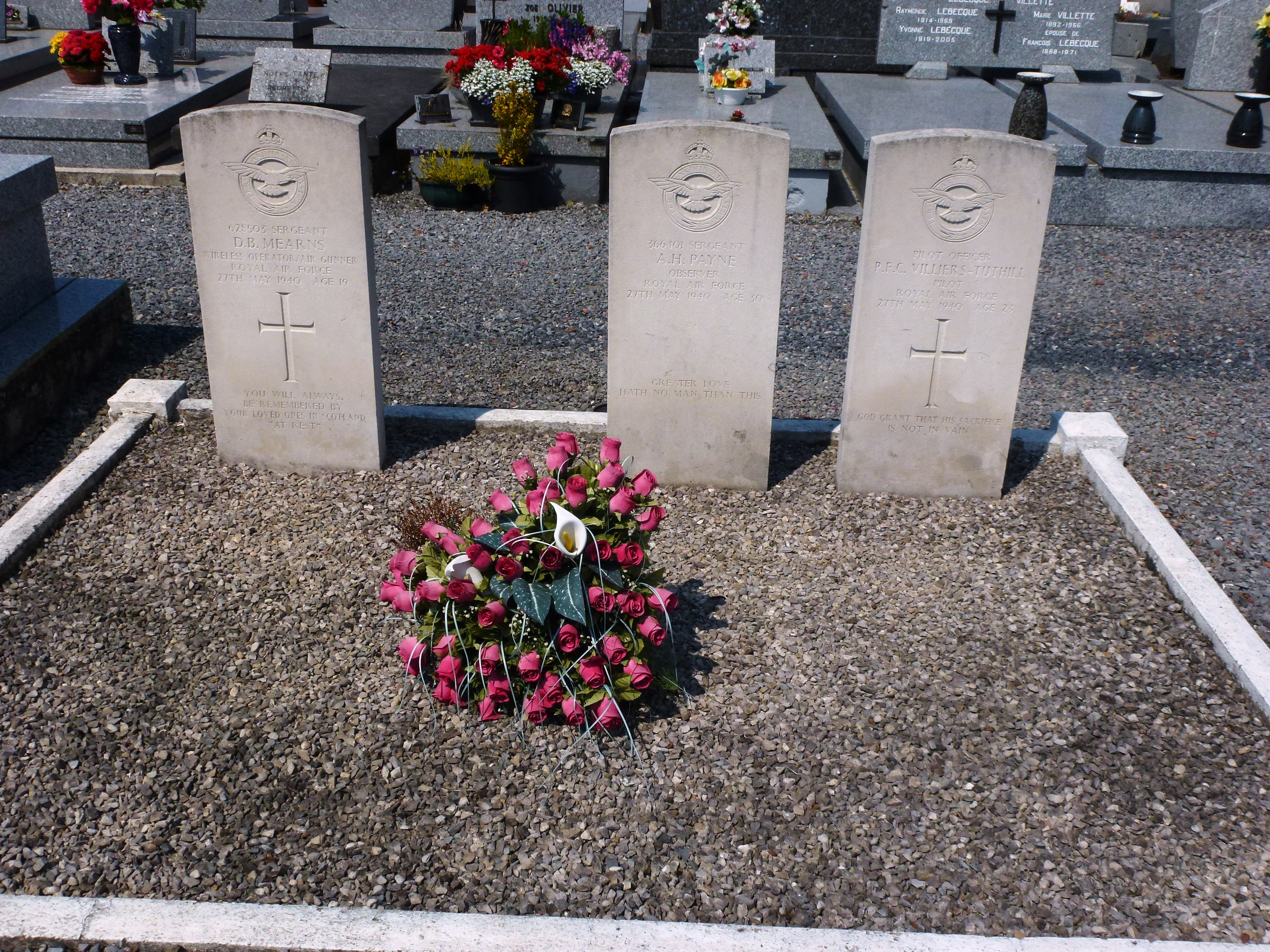
Britischer Soldatenfriedhof